# Knyszewicze
Knyszewicze [knɨʂɛˈvit͡ʂɛ] est un village polonais de la gmina de Szudziałowo dans le powiat de Sokółka et dans la voïvodie de Podlachie. Il se situe à environ 4 kilomètres au nord de Szudziałowo, à 14  kilomètres au sud-est de Sokółka et à 42 kilomètres au nord-est de Białystok. 